# The Story of Tank Commander Nishizumi
Pour plus de détails, voir Fiche technique et Distribution.
The Story of Tank Commander Nishizumi (西住戦車長伝, Nishizumi senshachō den, litt.  « L'Histoire du commandant de chars Nishizumi ») est un film de guerre japonais relevant du film de propagande sorti en 1940.

## Synopsis
le film reprend l'histoire du commandant de chars Kojirō Nishizumi lors de la Bataille de Xuzhou en 1938.

## Fiche technique
- Titre : The Story of Tank Commander Nishizumi
- Titre original : 西住戦車長伝 (Nishizumi senshachō den?)
- Réalisation : Kōzaburō Yoshimura
- Assistants réalisateurs : Keisuke Kinoshita, Noboru Nakamura
- Scénario : Kōgo Noda, d'après un roman de Kan Kikuchi
- Photographie : Toshio Ubukata
- Musique :
- Décors : Yonekazu Wakita et Tatsuo Hamada
- Montage : Yoshiyasu Hamamura
- Société de production : Shōchiku
- Pays de production :  Empire du Japon
- Langue originale : japonais
- Format : noir et blanc — 1,37:1 — 35 mm — son mono
- Genres : film de guerre
- Durée : 88 minutes
- Dates de sortie :
  - Empire du Japon : 29 novembre 1940[1]

## Distribution
- Ken Uehara : Nishizumi
- Shin Saburi : Hosoki
- Michiko Kuwano : la femme chinoise
- Toshiaki Konoe (ja) : Takanashi
- Seiji Nishimura (ja) : Murayama
- Kanji Kawara (ja) : Okada
- Shōzaburō Abe (ja) : Ida
- Akio Isono : Uematsu
- Takeshi Sakamoto : Gotō
- Chishū Ryū : Osumi

## Analyse
La montée du militarisme au Japon dans les années 1930 s'imposer comme une contrainte majeure pour la production filmique. Une loi de 1939 impose des règles de censure plus drastiques, et en 1940 l'État décrète la fusion de plusieurs studios, ce qui lui permet de mieux contrôler la production. Le genre du film de guerre se développe alors rapidement pour soutenir le message que l'Etat cherche à véhiculer auprès de la population, en particulier en prenant comme toile de fond la Seconde guerre sino-japonaise dans laquelle le pays est engagé depuis 1937. Des productions comme Les Cinq Éclaireurs (1938), Boue et soldats (1939), et L'Histoire du commandant de chars Nishizumi (1940) sont alors entrepris pour répondre à cette demande. La guerre est présentée dans cette série de films comme une expérience anoblissante pour l'homme, qui permet de purifier la société, tout en faisant résonance aux valeurs japonaises du bushidō prônées par le régime. Ce message se retrouve aussi dans les jidaigeki produits au même moment comme La Vengeance des 47 rōnin.